# Chanteau
Chanteau est une commune française située dans le département du Loiret en région Centre-Val de Loire.

## Géographie

### Localisation

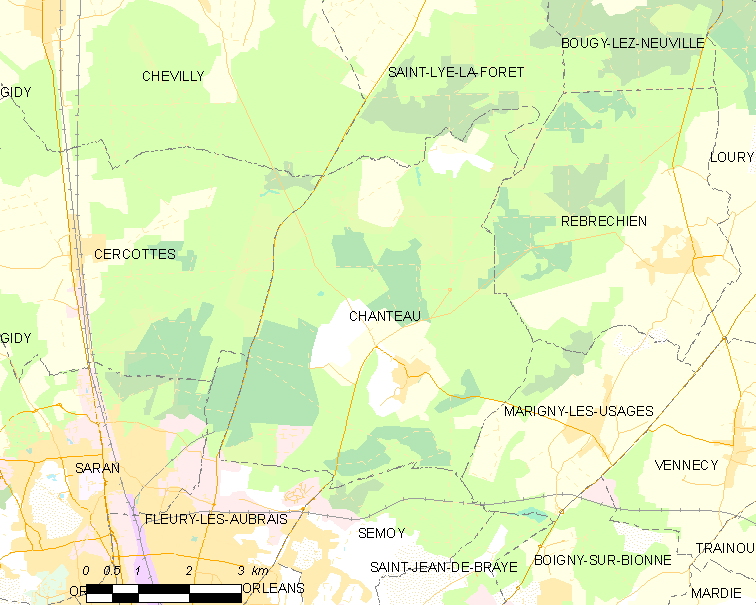
Carte de la commune de Chanteau et des communes limitrophes.

La commune de Chanteau se trouve dans le quadrant nord-ouest du département du Loiret, dans la région agricole de l'Orléanais et l'aire urbaine d'Orléans.  À vol d'oiseau, elle se situe à 8,3 km d'Orléans, préfecture du département, et à 5,6 km de Fleury-les-Aubrais, ancien chef-lieu du canton dont dépendait la commune avant mars 2015. La commune fait partie du bassin de vie d'Orléans.
Les communes les plus proches sont : Marigny-les-Usages (3,6 km), Semoy (4 km), Boigny-sur-Bionne (4,9 km), Fleury-les-Aubrais (5,6 km), Rebréchien (6 km), Vennecy (6,6 km), Saint-Jean-de-Braye (6,7 km), Cercottes (6,9 km), Saran (7 km) et Combleux (7,5 km).
Les communes limitrophes sont  Cercottes, Fleury-les-Aubrais, Marigny-les-Usages, Rebréchien, Saint-Lyé-la-Forêt et Semoy.
| Chevilly           | Saint-Lyé-la-Forêt |                    |
| Cercottes Saran    | Chanteau           | Marigny-les-Usages |
| Fleury-les-Aubrais | Semoy              |                    |

### Géologie et relief
- m3-p1SASo : Sables et argiles de Sologne (Langhien supérieur à Pliocène inférieur.)
- m2MSO : Marnes et sables de l'Orléanais (Burdigalien)

Carte géologique de la commune de Chanteau.
m3-p1SASo : Sables et argiles de Sologne (Langhien supérieur à Pliocène inférieur.)
m2MSO : Marnes et sables de l'Orléanais (Burdigalien)
(: Gouffre, aven
$ : Carrière à ciel ouvert

La région d’Orléans se situe dans le sud du Bassin parisien, vaste cuvette composée d’un empilement de couches sédimentaires d’origines essentiellement détritiques (issus de l’érosion d’anciennes chaînes de montagnes) et carbonatées (précipitation de carbonate de calcium). Ces dépôts s'étagent du Trias (- 250 millions d’années) au Pliocène (- 23 millions d’années) et se font surtout en contexte marin, mais aussi en milieu lacustre. Les successions de périodes glaciaires et interglaciaires au Quaternaire aboutissent à la configuration géomorphologique actuelle : altération plus ou moins profonde des roches en place, terrasses alluviales anciennes perchées sur les plateaux et incision de la vallée actuelle de la Loire,.
Les calcaires de Beauce, qui constituent le socle du territoire communal, se forment à l'Aquitanien (de - 23 à - 20,5 millions d’années). Les marnes et sables de l’Orléanais (m2MSO), premiers dépôts burdigaliens (de – 20,44 à – 15,97 millions d'années) recouvrant ces calcaires de Beauce, occupent les parties nord du territoire communal et sud, le long du cours d’eau le Buat. Ces sables sont essentiellement composés de grains de quartz émoussés, accompagnés de feldspaths kaolinisés et friables, de silex à patine noire et de graviers calcaires particulièrement fréquents à la base de la formation,. Cette formation est elle-même surmontée par les sables et argiles de Sologne (m3-p1SASO), datés du Langhien supérieur au Pliocène inférieur, une formation composée de sables (quartz gneissique ou granitique) argileux très grossiers à fins et de lentilles d’argile verte, pure ou sableuse, occupant la partie centrale de la commune.
Fragmentés et fissurés, les calcaires peuvent être le siège de phénomènes karstiques. Les circulations préférentielles d’eaux souterraines érodent ces calcaires en profondeur et entraînent la formation de dépressions, gouffre ou dolines. Les manifestations en surface de ces fragilités ne sont pas rares dans la région orléanaise. 27 cavités ont été inventoriées par le service régional Centre du BRGM sur la commune, en octobre 2003 : neuf gouffres, dont celui des Sans-Ronce, découvert en 1952 et mesurant près de 100 m de long pour 25 m de profondeur, et des dolines (dépressions circulaires ou elliptiques liée à l'activité karstique).
Le territoire communal est relativement plat puisque la dénivelée maximale est de 29 mètres. L'altitude du territoire varie en effet de 109 mètres à 138 mètres,.

### Hydrographie
Le cours d'eau le Ruet se forme sur le territoire de la commune.

### Climat
Pour des articles plus généraux, voir Climat du Centre-Val de Loire et Climat du Loiret.
En 2010, le climat de la commune est de type climat océanique dégradé des plaines du Centre et du Nord, selon une étude du CNRS s'appuyant sur une série de données couvrant la période 1971-2000. En 2020, Météo-France publie une typologie des climats de la France métropolitaine dans laquelle la commune est exposée à un climat océanique altéré et est dans la région climatique Moyenne vallée de la Loire, caractérisée par une bonne insolation (1 850 h/an) et un été peu pluvieux.
Pour la période 1971-2000, la température annuelle moyenne est de 10,8 °C, avec une amplitude thermique annuelle de 15,2 °C. Le cumul annuel moyen de précipitations est de 678 mm, avec 11,2 jours de précipitations en janvier et 7,4 jours en juillet. Pour la période 1991-2020, la température moyenne annuelle observée sur la station météorologique de Météo-France la plus proche, sur la commune de Fleury-les-Aubrais à 5 km à vol d'oiseau, est de 11,7 °C et le cumul annuel moyen de précipitations est de 728,8 mm,. Pour l'avenir, les paramètres climatiques de la commune estimés pour 2050 selon différents scénarios d'émission de gaz à effet de serre sont consultables sur un site dédié publié par Météo-France en novembre 2022.

### Accès et transports
Chanteau est membre depuis 2000 d'Orléans Métropole. Elle est donc desservie par les transports de l'agglomération orléanaise (TAO) et le réseau de transport interurbain Ulys du département du Loiret. Les lignes TAO desservant la commune sont les lignes 21, 44 et 55.

### Milieux naturels et biodiversité

#### Site Natura 2000
Le réseau Natura 2000 est un réseau écologique européen de sites naturels d’intérêt écologique élaboré à partir des Directives «Habitats » et «Oiseaux ». Ce réseau est constitué de Zones Spéciales de Conservation (ZSC) et de Zones de Protection Spéciale (ZPS). Dans les zones de ce réseau, les États Membres s'engagent à maintenir dans un état de conservation favorable les types d'habitats et d'espèces concernés, par le biais de mesures réglementaires, administratives ou contractuelles. L'objectif est de promouvoir une gestion adaptée des habitats tout en tenant compte des exigences économiques, sociales et culturelles, ainsi que des particularités régionales et locales de chaque État Membre. les activités humaines ne sont pas interdites, dès lors que celles-ci ne remettent pas en cause significativement l’état de conservation favorable des habitats et des espèces concernés,.
Un site Natura 2000 est présent sur le territoire communal de Chanteau :
| Numéro    | Type                                     | Nom                           | Arrêté de classement | Localisation                                                                    |
| --------- | ---------------------------------------- | ----------------------------- | -------------------- | ------------------------------------------------------------------------------- |
| FR2400524 | SIC (directive "Habitats, faune, flore") | Forêt d’Orléans et périphérie | 20 août 2014         | Deux noyaux sont localisés dans les parties nord-ouest et centre de la commune. |

Le site de la « forêt d'Orléans et périphérie » d'une surface totale de 2 226,40 ha, est morcelé en 38 entités. Celles-ci, de tailles variables (de 0,9 à 347 ha), sont disséminées sur les 3 massifs et leurs périphéries. Au cours de la réalisation du document d'objectifs, à la suite des inventaires de terrain, l'absence d'habitat ou habitat d'espèce d'intérêt communautaire dans certaines entités a conduit à la proposition de leur suppression (13 entités concernées, pour une surface totale de 207,90 ha). L'intérêt du site réside dans la qualité des zones humides (étangs, tourbières, marais, mares), la grande richesse floristique, avec un intérêt élevé pour les bryophytes, les lichens et les champignons. 17 habitats naturels d’intérêt communautaire sont répertoriés sur le site qui présente aussi un intérêt faunistique, notamment l’avifaune, les chiroptères, les amphibiens et les insectes. Ce site présente une faible vulnérabilité dans les conditions actuelles de gestion ; il s’agit en effet de parcelles de forêt domaniale dont la gestion actuelle n’induit pas de contraintes particulières pour les espèces citées. Certaines comme le balbuzard pêcheur font l’objet d’une surveillance. D’autres espèces justifieraient un suivi, comme le sonneur à ventre jaune, l’aigle botté, la pie-grièche écorcheur.

#### Zones nationales d'intérêt écologique, faunistique et floristique

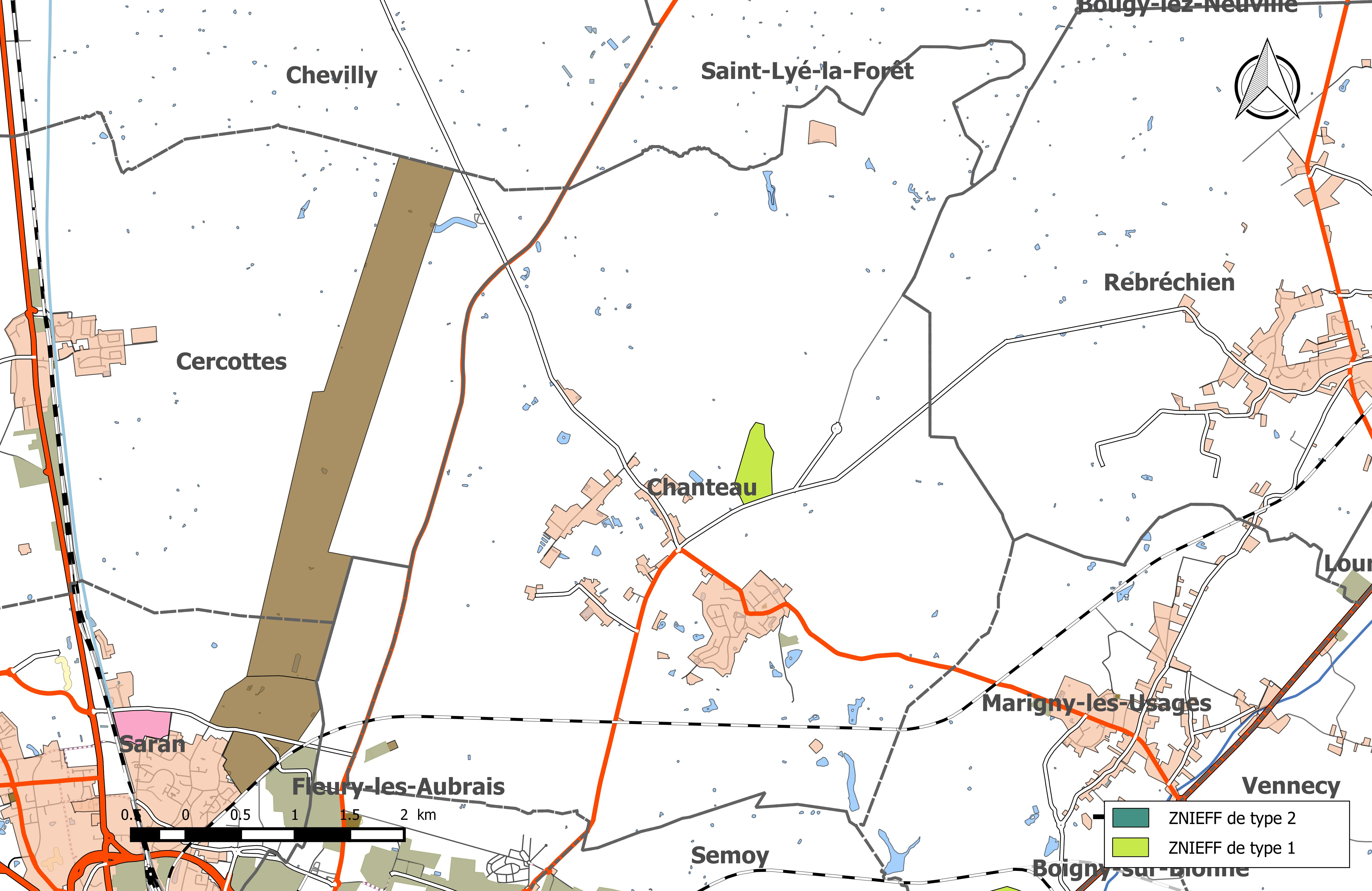
Carte des ZNIEFF de la commune et de ses abords.

L’inventaire des zones naturelles d'intérêt écologique, faunistique et floristique (ZNIEFF) a pour objectif de réaliser une couverture des zones les plus intéressantes sur le plan écologique, essentiellement dans la perspective d’améliorer la connaissance du patrimoine naturel national et de fournir aux différents décideurs un outil d’aide à la prise en compte de l’environnement dans l’aménagement du territoire. Le territoire communal de Chanteau comprend une ZNIEFF.
La ZNIEFF et de type 1, dénommée
« Bas-marais des Crots », d'une superficie de 0,65 hectare, se situe en lisère nord de la clairière de Chanteau, à un peu plus d'un kilomètre de ce bourg. Son altitude est de 135 m. L'intérêt du site est principalement lié aux mares temporaires et dépressions en eau qui permettent la reproduction de nombreuses espèces de reptiles et d'amphibiens (huit amphibiens et six reptiles). Cette zone présente la particularité d'abriter trois des quatre espèces de lézards de la région Centre (lézard vivipare, lézard des souches, lézard des murailles) et de favoriser la reproduction de dix espèces d'amphibiens (dont deux salamandridae en limite d'aire de répartition).

## Toponymie
Le nom de la localité est attesté sous les formes de Cantoilo en 1077 et 1079 ; de Cantolio en 1180 ; de Chantolio en 1234 ; Chanteau en 1293 ; Chanteuil en août 1386 ; Chanteuil en décembre 1402 ; Chanteau en avril 1496 ; Chanteau en 1740  ; Chanteau au XVIIIe siècle sur la Carte de Cassini ; Chanteau en 1801.
Le nom Chanteau est dérivé du Gaulois Canto (bord du cercle) et o-ialo (champ, clairière) ou du bas latin cantoialum (la clairière circulaire). Chanteau a en effet pour origine une clairière de défrichement dans la forêt d'Orléans.
Jusqu'au moins en 2007, la commune était appelée Chanteau-la-Foulonnerie.

## Histoire
Saint Remi, évêque de Reims s'y serait arrêté au VIe siècle. Robert II, fils d'Hugues Capet, y fit construire un prieuré en 1029.

### Révolution française et Empire

#### Nouvelle organisation territoriale
Le décret de l'Assemblée Nationale du 12 novembre 1789 décrète « il y aura une municipalité dans chaque ville, bourg, paroisse ou communauté de campagne ». En 1790, dans le cadre de la création des départements, le Loiret compte alors 367 municipalités, rattachées à 59 cantons et 7 districts. La municipalité de Chanteau est rattachée au canton de Fleury et au district d'Orléans. Le terme « commune », au sens de l’administration territoriale actuelle, est imposé par le décret de la Convention nationale du 10 brumaire an II (31 octobre 1793) : « La Convention nationale, sur la proposition d’un membre, décrète que toutes les dénominations de ville, bourg ou village sont supprimées et que celle de commune leur est substituée ». Ainsi la municipalité de Chanteau devient formellement « commune de Chanteau » en 1793.
Les cantons sont supprimés, en tant que découpage administratif, par une loi du 26 juin 1793, et ne conservent qu'un rôle électoral, permettant l’élection des électeurs du second degré chargés de désigner les députés,. La Constitution du 5 fructidor an III, appliquée à partir de vendémiaire an IV (1795) supprime les districts, considérés comme des rouages administratifs liés à la Terreur, mais maintient les cantons qui acquièrent dès lors plus d'importance en retrouvant une fonction administrative. Enfin, sous le Consulat, un redécoupage territorial visant à réduire le nombre de justices de paix ramène le nombre de cantons dans le Loiret de 58 à 31,. Chanteau est alors rattachée au canton Neuville et à l'Arrondissement d'Orléans par arrêté du 9 vendémiaire an X (1er octobre 1801),,. En 1806, la commune est rattachée au canton d'Orléans-Nord-Est, un canton nouveau formé d'une commune de l'ancien canton d'Ingré, supprimé, de sept communes issues du canton de Neuville et de trois issues du canton de Patay. Cette organisation va rester inchangée jusqu'en 1973.

## Urbanisme

### Typologie
Au 1er janvier 2024, Chanteau est catégorisée bourg rural, selon la nouvelle grille communale de densité à sept niveaux définie par l'Insee en 2022.
Elle est située hors unité urbaine. Par ailleurs la commune fait partie de l'aire d'attraction d'Orléans, dont elle est une commune de la couronne,. Cette aire, qui regroupe 136 communes, est catégorisée dans les aires de 200 000 à moins de 700 000 habitants,.

### Occupation des sols
L'occupation des sols de la commune, telle qu'elle ressort de la base de données européenne d’occupation biophysique des sols Corine Land Cover (CLC), est marquée par l'importance des forêts et milieux semi-naturels (79,3 % en 2018), une proportion sensiblement équivalente à celle de 1990 (79,1 %). La répartition détaillée en 2018 est la suivante :
forêts (73,5 %), terres arables (9,3 %), prairies (6,2 %), milieux à végétation arbustive et/ou herbacée (5,8 %), zones agricoles hétérogènes (2,3 %), zones urbanisées (1,8 %), zones industrielles ou commerciales et réseaux de communication (1,1 %).
L’évolution de l’occupation des sols de la commune et de ses infrastructures peut être observée sur les différentes représentations cartographiques du territoire : la carte de Cassini (XVIIIe siècle), la carte d'état-major (1820-1866) et les cartes ou photos aériennes de l'IGN pour la période actuelle (1950 à aujourd'hui).

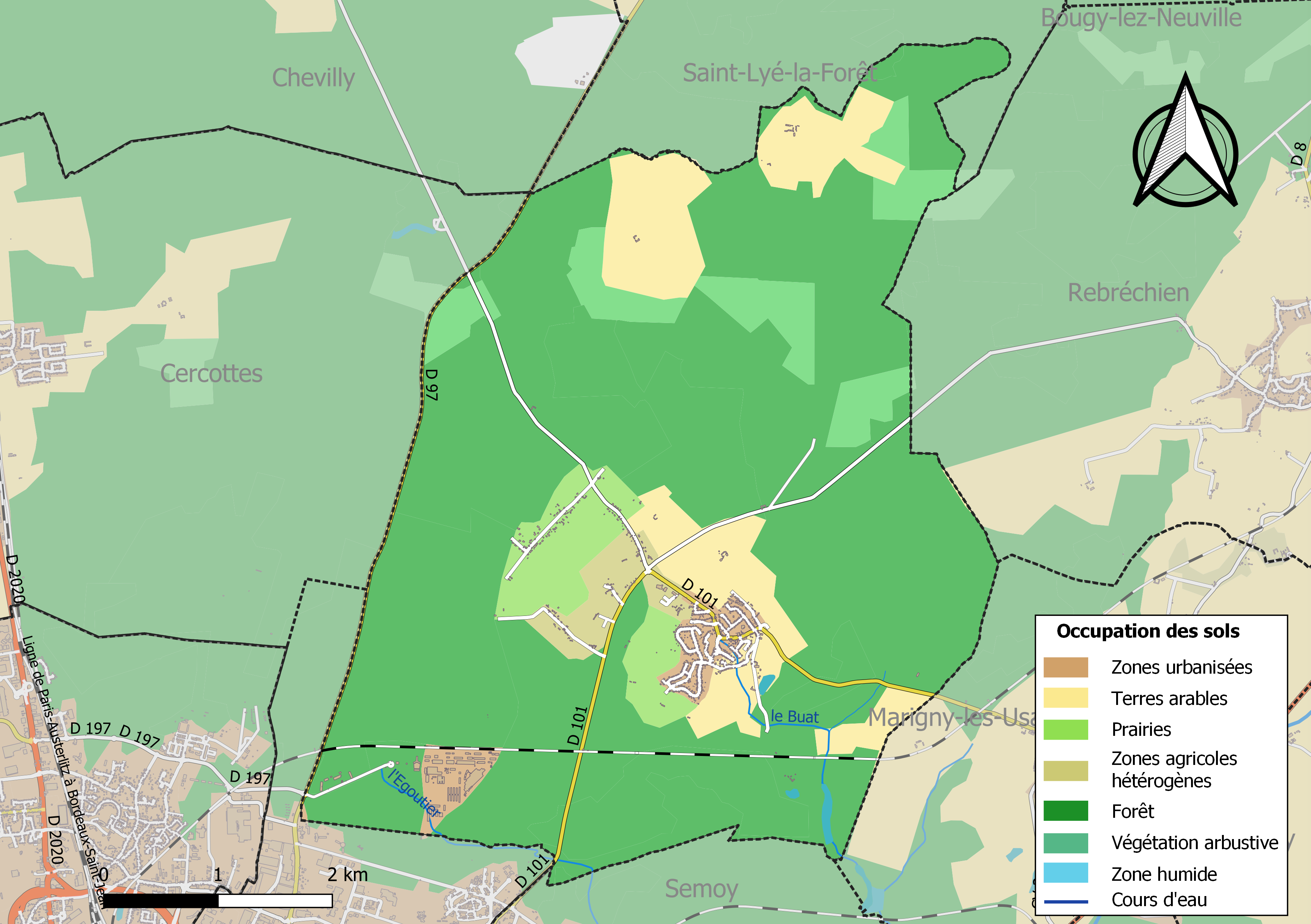
Carte des infrastructures et de l'occupation des sols de la commune en 2018 (CLC).
Carte orthophotographique de la commune en 2016.

### Voies de communication et transports

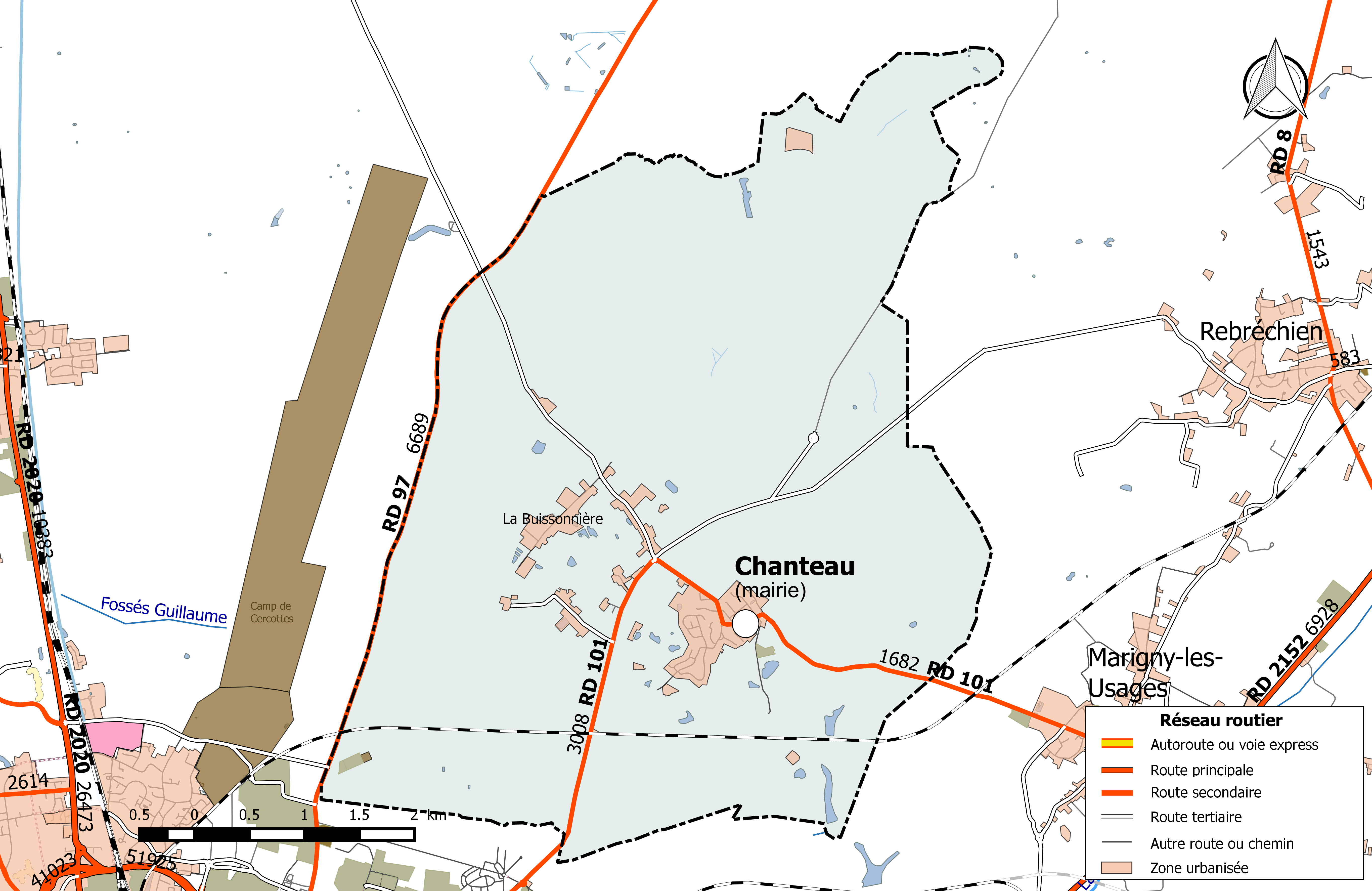
Réseau routier principal de la commune de Chanteau (avec indication du trafic routier 2014).

### Risques naturels et technologiques
La commune de Chanteau est vulnérable à différents aléas naturels : climatiques (hiver exceptionnel ou canicule), mouvements de terrains ou sismique (sismicité très faible).
Elle est également exposée à deux risques technologiques : le risque industriel et le risque industriel
.
Entre 1989 et 2019, six arrêtés ministériels ayant porté reconnaissance de catastrophe naturelle ont été pris pour le territoire de la commune : deux pour des inondations et coulées de boues et quatre pour des mouvements de terrains.

#### Risques naturels
Le territoire de la commune peut être concerné par un risque d'effondrement de cavités souterraines non connues. Une cartographie départementale de l'inventaire des cavités souterraines et des désordres de surface a été réalisée. Il a été recensé sur la commune plusieurs effondrements de cavités.
Par ailleurs, le sol du territoire communal peut faire l'objet de mouvements de terrain liés à la sécheresse. Le phénomène de retrait-gonflement des argiles est la conséquence d'un changement d'humidité des sols argileux. Les argiles sont capables de fixer l'eau disponible mais aussi de la perdre en se rétractant en cas de sécheresse. Ce phénomène peut provoquer des dégâts très importants sur les constructions (fissures, déformations des ouvertures) pouvant rendre inhabitables certains locaux. Celui-ci a particulièrement affecté le Loiret après la canicule de l'été 2003. Une grande partie du territoire de la commune est soumise à un aléa « moyen » face à ce risque, selon l'échelle définie par le Bureau de recherches géologiques et minières (BRGM), une bande à l'est du bourg étant en aléa « fort ».
Depuis le 22 octobre 2010, la France dispose d’un nouveau zonage sismique divisant le territoire national en cinq zones de sismicité croissante. La commune, à l’instar de l’ensemble du département, est concernée par un risque très faible.

#### Risques technologiques
Dans le domaine des risques technologiques, la commune est concernée par plusieurs établissements classés "site SEVESO seuil haut" de par leurs activités : la société TDA armements. Cet établissement fait l’objet de l’élaboration d’un Plan de Prévention des Risques Technologiques approuvé par arrêté préfectoral
La commune est exposée au risque de transport de matières dangereuses, en raison du passage sur son territoire d'un oléoduc exploité par la société Trapil,,.

#### Transports en commun
La ville de Chanteau comporte 2 ligne de bus et le transport à la demande.
- la ligne 21 pour le service militaire
- la ligne 44
- la ligne scolaire 55
- le transport à la demande (resa’est)

## Politique et administration

### Découpage territorial
La commune de Chanteau est membre de l'intercommunalité Orléans Métropole, un établissement public de coopération intercommunale (EPCI) à fiscalité propre créé le 1er janvier 2002 dont le siège est à Orléans. Ce dernier est par ailleurs membre d'autres groupements intercommunaux. En 2020, il s'agit du SM aménagement desserte aérienne de l'Ouest du Loiret (SMAEDAOL), du SM des bassins versants de la Bionne et du Cens et du SMAH du bassin de la Retrêve et de son affluent le ruisseau du Renard.
Sur le plan administratif, elle est rattachée à l'arrondissement d'Orléans, au département du Loiret et à la région Centre-Val de Loire. Sur le plan électoral, elle dépend du  canton de Fleury-les-Aubrais pour l'élection des conseillers départementaux, depuis le redécoupage cantonal de 2014 entré en vigueur en 2015, et de la cinquième circonscription du Loiret  pour les élections législatives, depuis le dernier découpage électoral de 2010.

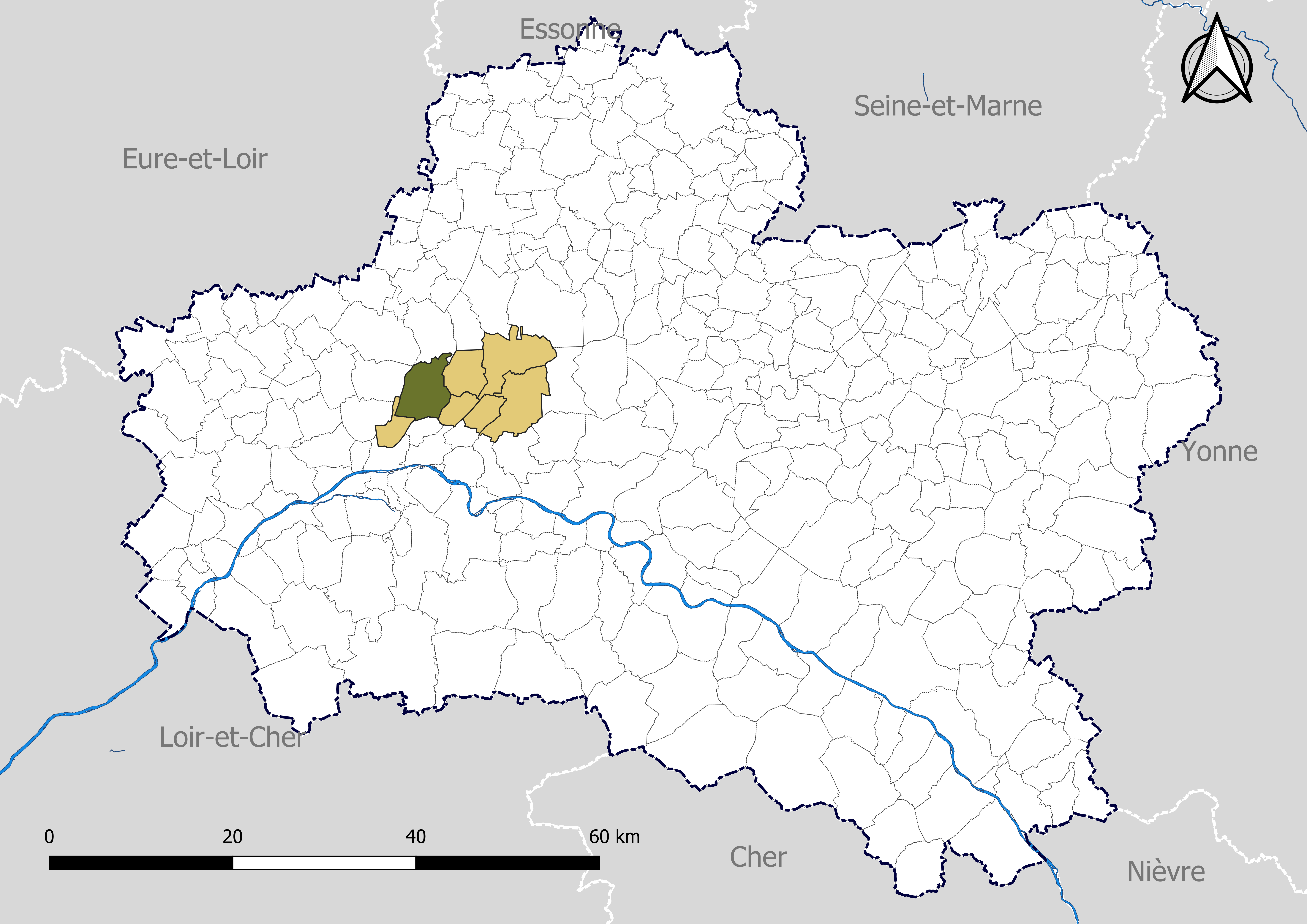
Chanteau dans le canton de Fleury-les-Aubrais en 2020.
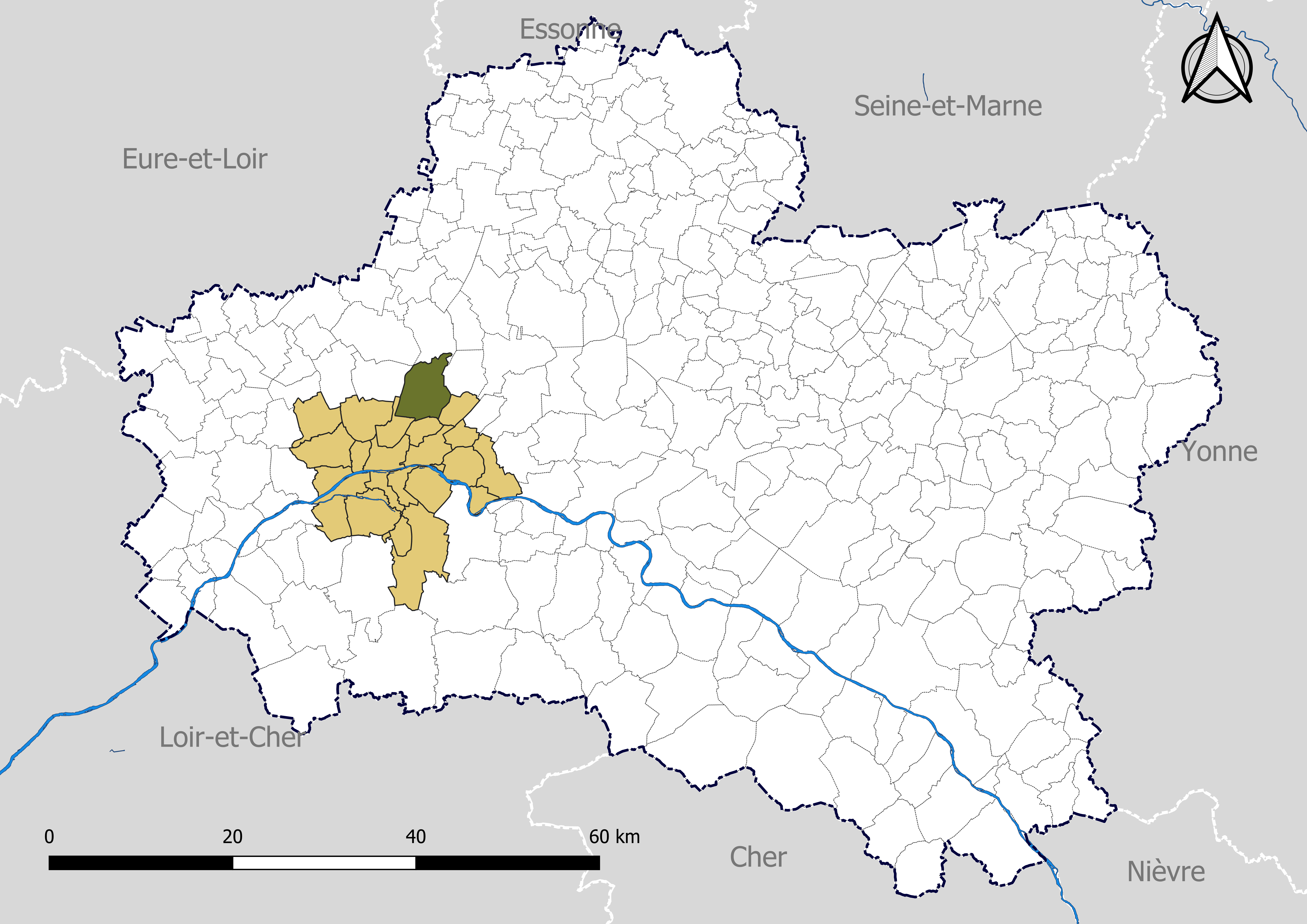
Chanteau dans Orléans Métropole en 2020.
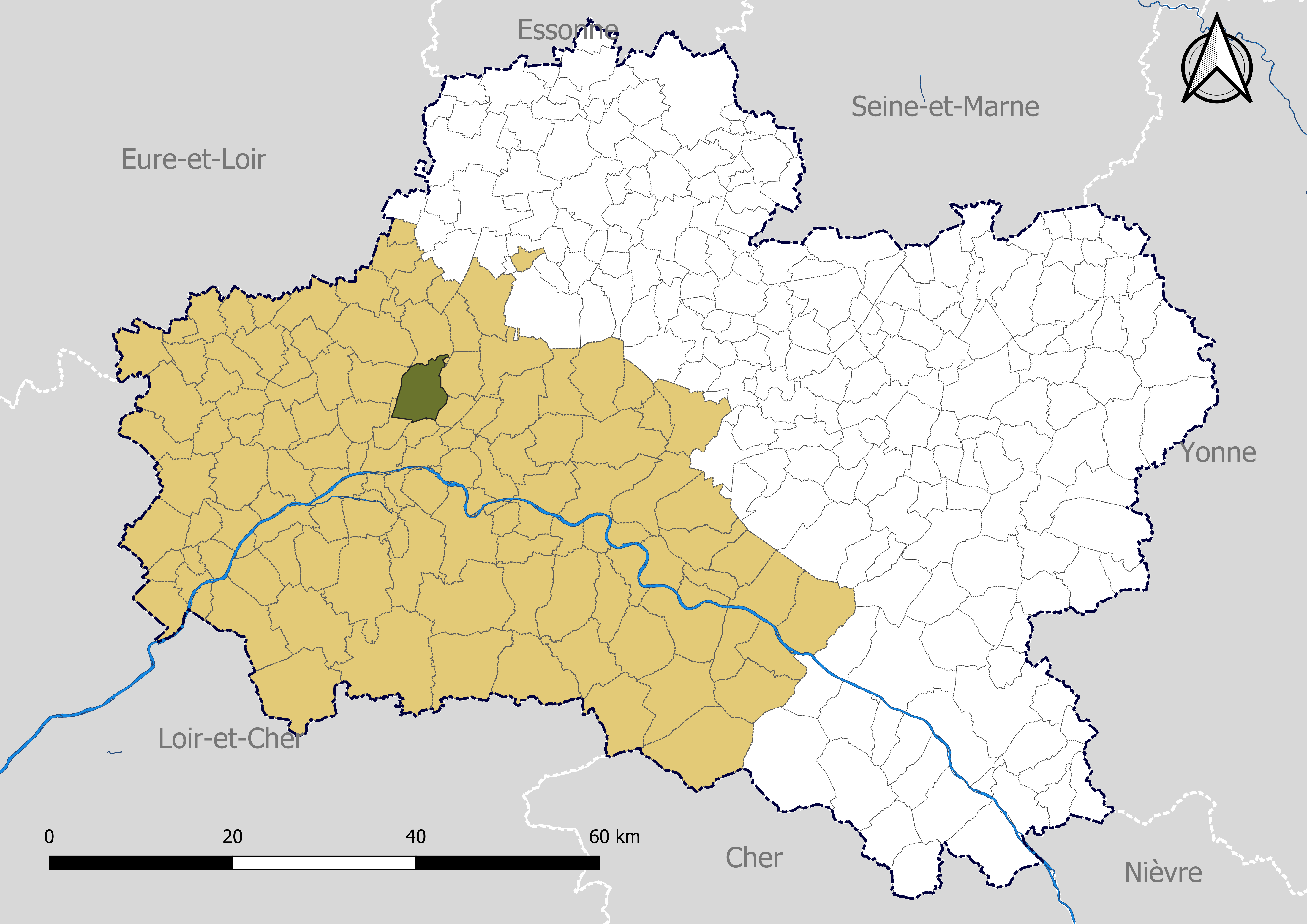
Chanteau dans l'arrondissement d'Orléans en 2020.

### Politique et administration municipales

#### Conseil municipal et maire
Depuis les élections municipales de 2014, le conseil municipal de Chanteau, commune de plus de 1 000 habitants, est élu au scrutin proportionnel de liste à deux tours (sans aucune modification possible de la liste), pour un mandat de six ans renouvelable. Il est composé de 15 membres. L'exécutif communal est constitué par le maire, élu par le conseil municipal parmi ses membres, pour un mandat de six ans, c'est-à-dire pour la durée du mandat du conseil. Jannick Vié est maire depuis 2014.
Lors du Conseil municipal extraordinaire réuni le 5 novembre 2018, le Conseil retire les délégations au Maire par 6 voix contre 1, lui reprochant "un manque de concertation et de communication". Le lendemain, les Conseillers municipaux opposés au Maire démissionnent, entraînant de nouvelles élections municipales.
| Période | Période  | Identité                  | Étiquette      | Qualité                                                     |
| ------- | -------- | ------------------------- | -------------- | ----------------------------------------------------------- |
| 18XX    | 18XX     | Antoine René Chapon-Dabit |                | Négociant Conseiller général du canton d'Orléans-Nord-Ouest |
| 1900    | 1919     | Charles Paulmier          |                |                                                             |
| 1919    | 1945     | Henry de Bellaigue        |                | Industriel                                                  |
| 1945    | 1950     | Marcel Gondard            |                |                                                             |
| 1950    | 1975     | Clément Risset            |                | Agriculteur                                                 |
| 1975    | 1983     | Pierre Legrand            |                | Agriculteur                                                 |
| 1983    | 1989     | Pierre Thibault           | DVD            | Enseignant                                                  |
| 1989    | 2001     | Denise Zermati            | DVG            | Enseignante                                                 |
| 2001    | 2004     | Jean-Pierre Leizour       | DVG            | Agent SNCF                                                  |
| 2004    | 2008     | Denis Rouet               | DVG            | Agent immobilier                                            |
| 2008    | 2014     | Jean-Pierre Leizour       | DVG            | Agent SNCF                                                  |
| 2014    | 2019     | Jannick Vié               | DVD            | Conducteur de travaux                                       |
| 2019    | 2020     | Bernard Dassy             | DVD            |                                                             |
| 2020    | En cours | Christel Botello          | Sans étiquette | Enseignante                                                 |

## Équipements et services publics

### Gestion de l'eau

#### Eau potable
Le service public d’eau potable est une compétence obligatoire des communes depuis l’adoption de la loi du 30 décembre 2006 sur l’eau et les milieux aquatiques. La production et la distribution de l'eau potable sur le territoire communal était assurée en régie jusqu'au 1er janvier 2017, par le SIAEP des Usages. La gestion de l’eau étant une compétence obligatoire des communautés urbaines et des métropoles, la communauté urbaine Orléans Métropole s'est substituée au syndicat pour la mise en œuvre du service public d'eau potable lors de la transformation de la communauté d'agglomération Val de Loire en communauté urbaine le 1er janvier 2017, puis c'est la métropole Orléans Métropole le 1er mai 2017 qui a pris cette compétence. La ville de Chanteau est alimentée en eau potable par le forage La Treille close, mis en service en 1974, pompant l'eau dans la nappe souterraine des calcaires d'Étampes.

#### Eaux usées
La compétence assainissement, qui recouvre obligatoirement la collecte, le transport et l’épuration des eaux usées, l’élimination des boues produites, ainsi que le contrôle des raccordements aux réseaux publics de collecte, est assurée depuis le 1er janvier 2002 par la Communauté de l'Agglomération Orléans Val de Loire, puis le 1er janvier 2017 par la communauté urbaine et enfin depuis le 1er mai 2017 par Orléans Métropole.
Depuis le 1er mai 2016, Orléans Métropole exploite en régie directe les réseaux et ouvrages d'assainissement de 10 communes du territoire métropolitain dont Chanteau et d'une partie d'Orléans. Le réseau comprend un réseau séparatif eaux usées de 10 020 ml et un réseau d'eaux pluviales de 6 329 ml. Sur la commune, on compte 10 stations de relevage pour les eaux usées. Ces stations peuvent contenir de une à quatre pompes dont les puissances peuvent varier de 1,3 kW à 140 kW (soit de 3 l/s à 450 l/s).
Un zonage d'assainissement, qui délimite les zones d'assainissement collectif, les zones d'assainissement non collectif et le zonage pluvial a été réalisé par l’AgglO et a été approuvé par délibération du conseil de communauté du 15 avril 2004.
La commune dispose de deux stations d'épuration de faible capacité : Le Berceau et La Treille. Ces équipements sont conçus pour traiter respectivement 444 EH et 1 500 EH et ont été mis en service respectivement en 1985 et 2002 et son exploitation est assurée depuis mai 2016 par Véolia.

### Gestion des déchets

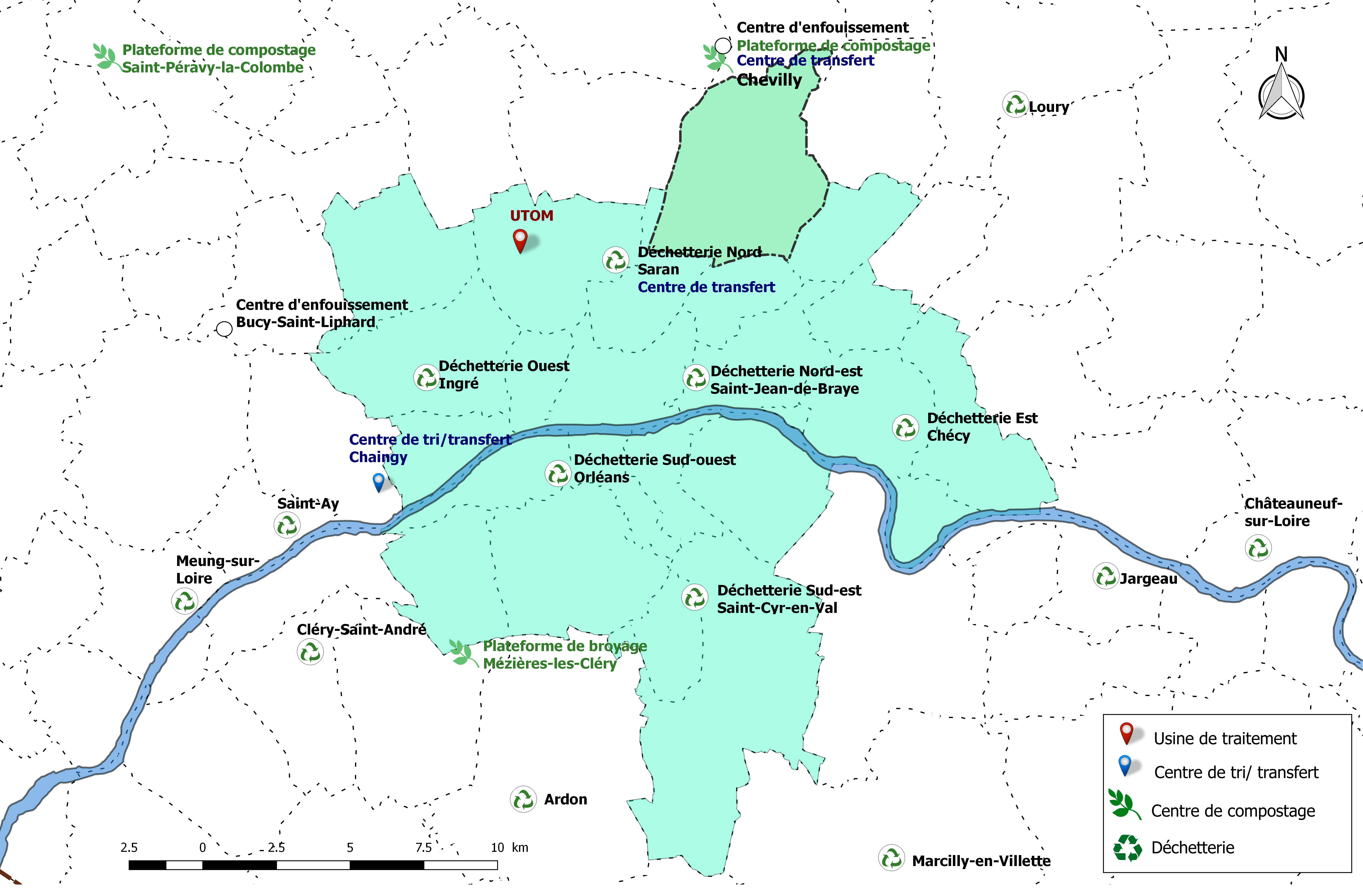
Sites de collecte, de traitement et de valorisation des déchets de la communauté urbaine d'Orléans Métropole, avec localisation de la commune de Chanteau.

La collecte, le traitement et la valorisation des déchets est une compétence exclusive de la communauté urbaine Orléans Métropole depuis 2000 (l'intercommunalité était alors communauté de communes). La collecte des déchets ménagers (résiduels et multimatériaux) est effectuée en porte-à-porte sur toutes les communes de la communauté urbaine. Un réseau de six déchèteries accueille les encombrants et autres déchets spécifiques (déchets verts, déchets dangereux, gravats, cartons…).
Une unité de traitement permettant la valorisation énergétique (l’incinération des déchets ménagers résiduels) et la valorisation matière des autres déchets (corps creux, corps plats et multimatériaux) est en service sur la commune de Saran depuis 1996. Elle est exploitée par la société ORVADE, filiale du groupe Veolia.

### Camp militaire
Le camp militaire d'Orléans-Chanteau est utilisé par le Service de santé des armées. Il accueille la Direction des approvisionnements en produits de santé des armées (DAPSA), l'Établissement central des matériels du service de santé des armées (ECMSSA) et la Pharmacie centrale des armées (PCA). Cette dernière, fondée en 1792, a été complètement rénovée en 2003 ; elle a été chargée de la production de médicaments spécifiques aux besoins militaires ou nécessaires dans le cadre de la pandémie grippale. La maintenance des antennes chirurgicales est également assurée sur ce site. Le tout emploie près de 400 personnes.

## Population et société

### Démographie
L'évolution du nombre d'habitants est connue à travers les recensements de la population effectués dans la commune depuis 1793. Pour les communes de moins de 10 000 habitants, une enquête de recensement portant sur toute la population est réalisée tous les cinq ans, les populations de référence des années intermédiaires étant quant à elles estimées par interpolation ou extrapolation. Pour la commune, le premier recensement exhaustif entrant dans le cadre du nouveau dispositif a été réalisé en 2007.
En 2022, la commune comptait 1 611 habitants, en évolution de +11,41 % par rapport à 2016 (Loiret : +1,89 %, France hors Mayotte : +2,11 %).
| 1793 | 1800 | 1806 | 1821 | 1831 | 1836 | 1841 | 1846 | 1851 |
| ---- | ---- | ---- | ---- | ---- | ---- | ---- | ---- | ---- |
| 263  | 304  | 288  | 291  | 344  | 330  | 348  | 339  | 366  |

| 1856 | 1861 | 1866 | 1872 | 1876 | 1881 | 1886 | 1891 | 1896 |
| ---- | ---- | ---- | ---- | ---- | ---- | ---- | ---- | ---- |
| 369  | 362  | 368  | 325  | 319  | 302  | 297  | 294  | 275  |

| 1901 | 1906 | 1911 | 1921 | 1926 | 1931 | 1936 | 1946 | 1954 |
| ---- | ---- | ---- | ---- | ---- | ---- | ---- | ---- | ---- |
| 287  | 270  | 269  | 248  | 277  | 241  | 242  | 209  | 212  |

| 1962 | 1968 | 1975 | 1982 | 1990 | 1999  | 2006  | 2007  | 2012  |
| ---- | ---- | ---- | ---- | ---- | ----- | ----- | ----- | ----- |
| 195  | 186  | 316  | 899  | 993  | 1 136 | 1 239 | 1 244 | 1 382 |

| 2017  | 2022  | - | - | - | - | - | - | - |
| ----- | ----- | - | - | - | - | - | - | - |
| 1 470 | 1 611 | - | - | - | - | - | - | - |

## Culture locale et patrimoine

### Lieux et monuments
- Église Saint-Remi, datant du XVIe siècle.
- Château de la Brossette, datant du début du XXe siècle, actuellement occupé par un centre de loisirs, priorité de la ville voisine de Fleury-les-Aubrais.
- Gouffre des Sans-Ronce[86].
- Carrefour du Chêne de l'Évangile.
- Le monument au Turco inconnu dans le cimetière de Chanteau (1895) : le Turco de Chanteau, dont le nom est inconnu, est un tirailleur algérien qui, lors de la guerre franco-prussienne de 1870, a réussi à arrêter le 5 décembre 1870 pendant quelques heures une colonne de Prussiens qui se dirigeaient vers Orléans. Après avoir tué plusieurs ennemis, il est tué à son tour par les Prussiens[87]. Deux monuments rappellent son action héroïque : l'un, récemment aménagé, se trouve à l'angle de la rue des Hauts-Bois, l'autre plus imposant, dans le cimetière de Chanteau. Chaque année, en décembre, a lieu une commémoration en son souvenir[88]. Ce soldat faisait certainement partie de la 2e Brigade de la lre du 15e corps d'armée qui après s'être battu à Santeau, Chilleurs-aux-Bois et Neuville s'était replié le soir du 3 décembre sur Cercottes et Orléans. Il a été inhumé dans le cimetière de Chanteau. Un petit mausolée, dont le style orientalisant rappelle les origines musulmanes du Turco, a été élevé sur sa tombe par le Souvenir français  et inauguré le 2 décembre 1895[89].

### Héraldique
| Blason de Chanteau | Les armes de Chanteau se blasonnent ainsi : D'or à la barre de tenné bordée de deux cordes nouées d'argent et chargée de trois feuilles de chêne de sinople, accompagnée d'une demie ramure de tenné en chef et de trois épis de blés d'or liés d'argent en pointe. |